# Sant Quirze de Besora
Sant Quirze de Besora è un comune spagnolo nella comarca di Osona di 1 970 abitanti situato nella comunità autonoma della Catalogna.